# Ulla Kassius
Ulla Susanna Marika Kassius, ursprungligen Cassius, född 28 maj 1951 i Enskede församling, är en svensk scenograf, kostymör och regissör inom teater och film.

## Biografi
Kassius har bland annat gjort scenografi till långfilmer som Susanne Biers Freud flyttar hemifrån (1991) och Kärlekens himmelska helvete (1993) och verkat på teater- och operascener som Stockholms stadsteater, Dramaten, Norrlandsoperan, Uppsala stadsteater, Riksteatern och Teater Galeasen. Hon har också väckt uppmärksamhet med ett flertal uppsättningar i Göteborg, på Göteborgs stadsteater, Angeredsteatern och Backa Teater, ofta utmanande, samhällsengagerade experimentprojekt tillsammans med dramatikern och regissören Mattias Andersson, såsom det flerfaldigt prisbelönta "Brott och straff-projektet" (Brott och straff, Att döda ett tivoli och Dumstrut) (2007), som invigde Backa Teaters nya hus på Lindholmen, The Mental States of Gothenburg (2006), Gangs of Gothenburg och Dramaten-produktionen The Mental States of Sweden (2013).
Kassius har också regisserat uppsättningen Pappersgudarna på Angeredsteatern och verkat som scenografilärare på Dramatiska Institutet 1996–2006. För den stora jubileumsutställningen av August Strindberg på Liljevalchs konsthall 2012 verkade hon som dess konstkurator och scenograf.

## Priser och utmärkelser
Ulla Kassius tilldelades tillsammans med Mattias Andersson Publicistklubben Västras Stora pris 2012 och Svenska Dagbladets Thaliapris 2013. För deras uppsättning Utopia 2012 på Backa Teater (2012; även sänd i SVT vintern 2013) erhöll hon två av världens främsta scenografipriser vid World Stage Design i Cardiff 2013; "Performance Design Award" och "Exceptional Achievment Across All Categories Award". 2014 tilldelades hon Stockholm stads hederspris.

## Filmografi
- 1991 – Freud flyttar hemifrån..., scenografi
- 1993 – Kärlekens himmelska helvete, scenografi
- 1995 – Leken, kostym

## Teater

### Scenografi och kostym
| År   | Produktion                               | Upphovsmän                                          | Regi | Teater                                          | Noter                                                           |
| ---- | ---------------------------------------- | --------------------------------------------------- | --- | ----------------------------------------------- | --------------------------------------------------------------- |
| 1983 | Gisslan The hostage                      | Brendan Behan Översättning Kåre Santesson           | Kåre Santesson                                                                                              | Stockholms stadsteater                          | Scenografi och kostym Scenografi tillsammans med Gunnar Steneby |
| 1987 | Miraklet The Well of the Saints          | John Millington Synge                               | Johan Huldt                                                                                                 | Turteatern                                      | Scenografi och kostym                                           |
| 1995 | Tolvskillingsoperan Die Dreigroschenoper | Bertolt Brecht och Kurt Weill                       | Dag Norgård                                                                                                 | Regionteatern Blekinge Kronoberg                | Scenografi tillsammans med Ulrica Hydman Vallien                |
| 1995 | Cyrano                                   | Sebastian, Pierre Westerdahl och Fleming Enevold    | Åsa Melldahl                                                                                                | Oscarsteatern                                   | Kostym                                                          |
| 2000 | Tartuffe Tartuffe, ou l'Imposteur        | Molière                                             | Åsa Melldahl                                                                                                | Dramaten                                        | Scenografi och kostym                                           |
| 2002 | Gifta vänner Dinner with Friends         | Donald Margulies Översättning Anders Albien         | Sara Cronberg                                                                                               | Stockholms stadsteater                          | Scenografi och kostym                                           |
| 2006 | Pinocchios aska Pinocchios aske          | Jokum Rohde                                         | Anna Novovic                                                                                                | Dramaten                                        | Scenografi och kostym                                           |
| 2011 | Elake Måns                               | Dennis Magnusson fritt efter Gösta Knutssons böcker | Dennis Sandin                                                                                               | Uppsala stadsteater                             | Scenografi och kostym                                           |
| 2011 | Första varningen...                      | August Strindberg                                   | Olof Hanson Mia Törnqvist Ulla Kassius Ole Forsberg Åsa Kalmér Mia Winge Lars Göran Persson Jörgen Thorsson | Stockholms stadsteater på Liljevalchs konsthall | Scenografi och kostym                                           |
| 2013 | The Mental States of Sweden              | Mattias Andersson                                   | Mattias Andersson                                                                                           | Dramaten                                        | Scenografi och kostym                                           |
| 2014 | Flotten, Hemmet, Sandlådan 2014          | Kent Andersson, Bengt Bratt och Mattias Andersson   | Mattias Andersson                                                                                           | Göteborgs stadsteater                           | Scenografi och kostym                                           |
| 2015 | Partiledaren som klev in i kylan         | Daniel Suhonen Dramatisering Stina Oscarson         | Dennis Sandin                                                                                               | Uppsala Stadsteater                             | Scenografi                                                      |
| 2016 | Att göra en Tartuffe                     | Dennis Magnusson                                    | Dennis Sandin                                                                                               | Uppsala stadsteater                             | Scenografi och kostym Tillsammans med Moa Möller                |
| 2016 | Pussy Riot                               | Irena Kraus                                         | Malin Stenberg                                                                                              | Dramaten                                        | Scenografi och kostym                                           |
| 2017 | De sista vittnena Poslednije svideteli   | Svetlana Aleksijevitj Översättning Kajsa Öberg      | Ulla Kassius                                                                                                | Dramaten                                        | Scenografi                                                      |
| 2018 | Stolarna Les Chaises                     | Eugène Ionesco Översättning Sven Åke Heed           | Tobias Theorell                                                                                             | Dramaten                                        | Scenografi och kostym                                           |
| 2021 | Den yttersta minuten                     | Mattias Andersson                                   | Mattias Andersson                                                                                           | Dramaten                                        | Scenografi och kostym                                           |
| 2022 | Nordic Crime                             | Mattias Andersson                                   | Mattias Andersson                                                                                           | Dramaten                                        | Scenografi                                                      |
| 2025 | Skammen                                  | Ingmar Bergman Bearbetning Mattias Andersson        | Mattias Andersson                                                                                           | Dramaten                                        | Scenografi och kostym                                           |

### Regi (ej komplett)
| År   | Produktion                             | Upphovsmän                                     | Teater                                          |
| ---- | -------------------------------------- | ---------------------------------------------- | ----------------------------------------------- |
| 2006 | Café Problem                           | Marianne Goldman                               | Kulturhuset                                     |
| 2012 | Bandet                                 | August Strindberg                              | Stockholms stadsteater på Liljevalchs konsthall |
| 2017 | De sista vittnena Poslednije svideteli | Svetlana Aleksijevitj Översättning Kajsa Öberg | Dramaten                                        |